# Conselho da Cornualha
O Conselho da Cornualha (em córnico:  Konsel Kernow, em inglês:  Cornwall Council) é a autoridade unitária para o ducado da Cornualha, no Reino Unido (não incluindo as Ilhas Scilly, as quais têm o seu próprio conselho). O conselho, e o seu antecessor o Conselho do Condado da Cornualha, tem uma tradição de ter  um grande grupo de conselheiros independentes, tendo sido administrado por independentes nas décadas de 1970 e 1980. Desde as eleições de 2013, é governado por uma coligação liberal democrata-independente.
O Conselho da Cornualha providencia um grupo abrangente de serviços a mais de meio milhão de residentes, com um orçamento anual de 1 bilião de libras, e é o maior empregador da Cornualha com 12 429 funcionários (2014). 